# Unterseeboot 331
Le Unterseeboot 331 (ou U-331) est un sous-marin allemand (U-Boot) de type VII.C utilisé par la Kriegsmarine (Marine de guerre du IIIe Reich) pendant la Seconde Guerre mondiale.

## Construction
L'U-331 est un sous-marin océanique de type VII C. Construit dans les chantiers de Nordseewerke à Emden, la quille du U-331 est posée le 26 janvier 1940 et il est lancé le 20 décembre 1940. L'U-331 entre en service trois mois plus tard.

## Historique
Mis en service le 31 mars 1941, l'Unterseeboot 331 suit sa phase d'entraînement initial à Kiel à la 1. Unterseebootsflottille jusqu'au 1er juillet 1941, puis intègre son unité de combat également à Kiel dans la 1. Unterseebootsflottille. Le 15 octobre 1941, il est transféré à la 23. Unterseebootsflottille dans l'île de Salamine, puis le 15 avril 1942 dans la 29. Unterseebootsflottille à La Spezia. Il est ainsi le premier sous-marin allemand de la Seconde guerre mondiale à passer le détroit de Gibraltar.
L'Unterseeboot 331 effectue dix patrouilles, toutes sous les ordres de l'Oberleutnant zur See, puis Kapitänleutnant von Tiesenhausen, coulant un navire de guerre de 31 100 tonnes et un navire de guerre auxiliaire de 9 135 tonneaux et endommageant un navire de guerre de 372 tonnes au cours de ses 242 jours en mer.
Il réalise sa première patrouille au départ du port de Kiel le 2 juillet 1941. Après 49 jours en mer, il arrive à la base sous-marine de Lorient le 19 août 1941.
Le 24 septembre 1941, il appareille de Lorient pour sa deuxième patrouille qui l'emmène en Méditerranée. Le 10 octobre 1941, l'U-331 se bat en duel au canon avec trois péniches de débarquement au large de Sidi Barrani et endommage le HMS TLC-18 (A 18) de 372 tonnes, mais il est lui-même légèrement endommagé. Deux hommes d'équipage chargés des armes à feu sont blessés, l'un d'eux mortellement. Il est le premier d'une flotte de six U-Boote à rejoindre la base sous-marine de Salamine.
Lors de sa troisième patrouille, ayant quitté Île de Salamine le 12 novembre 1941, l'U-331 dépose, le 17 novembre 1941, huit commandos sur la côte égyptienne à l'est de Ras Gibeisa, entre Marsa Matruh et Alexandrie. Leur mission, qui est un échec, consiste à faire exploser la ligne de chemin de fer. De retour de cette mission, l'U-Boot attaque et coule le cuirassé de la Royal Navy HMS Barham de 31 100 tonnes le 25 novembre 1941. Après vingt-deux jours en mer, l'U-331 retrouve le port l'île de Salamine le 3 décembre 1941.
Le 7 décembre 1941, l'Oberleutnant zur See Hans-Diedrich von Tiesenhausen est décoré de la Croix de fer de 1re classe. Le 1er janvier 1942, il est promu au grade de Kapitänleutnant.
Au cours de sa quatrième patrouille, commencée le 14 janvier 1942, le commandant de l'U-Boot, Hans-Diedrich von Tiesenhausen, est décoré le 27 janvier 1942 de la croix de Chevalier de la Croix de fer, puis le 26 février 1942 de l'Insigne de combat des U-Boote. L'U-331 arrive le 28 février 1942 à La Spezia après 46 jours en mer.
Il quitte La Spezia le 7 novembre 1942 pour sa dixième patrouille. Le 13 novembre 1942, après avoir été attaqué par une escorte de convoi en Méditerranée, l'U-331 plonge trop profondément et heurte le plancher marin, lui occasionnant des dommages mineurs. 

Après onze jours en mer et un navire de guerre auxiliaire ennemi coulé, de 9 135 tonnes, l'U-331 coule à son tour le 17 novembre 1942 au nord d'Alger en Méditerranée à la position géographique de 37° 05′ N, 2° 27′ E, après avoir été gravement endommagé par un bombardier léger Lockheed Hudson britannique (du RAF Squadron 500), avec l'écoutille avant bloquée en position ouverte, empêchant toute plongée. Le sous-marin signale l'abandon des combats et sa reddition à l'Hudson. Le destroyer britannique HMS Wilton (L128) est dépêché sur place pour l'arraisonner, quand trois bombardier-torpilleurs Fairey Albacore (du Naval Air Squadron 820) escortés de deux chasseurs Grumman Martlet (du Naval Air Squadron 893) provenant du porte-avions britannique HMS Formidable l'attaquent. Ignorant les signaux de reddition de l'U-Boot, les chasseurs Grumman Martlet mitraillent l'U-331, finalement coulé par la torpille lancée de l'un des Fairey Albacore.
Trente-deux des quarante-neuf membres d'équipage meurent dans cette attaque, et il y a dix-sept survivants, dont son commandant.

## Affectations
- 1. Unterseebootsflottille à Kiel du 31 mars au 1er juillet 1941 (Flottille d'entraînement).
- 1. Unterseebootsflottille à Kiel du 1er juillet au 14 octobre 1941 (Flottille de combat).
- 23. Unterseebootsflottille à Ile de Salamine du 15 octobre 1941 au 14 avril 1942 (Flottille de combat).
- 29. Unterseebootsflottille à La Spezia du 15 avril au 17 novembre 1942 (Flottille de combat).

## Commandant(s)
- Oberleutnant zur See, puis Kapitänleutnant Hans-Diedrich von Tiesenhausen du 31 mars 1941 au 17 novembre 1942

## Patrouilles
|       | Commandant                                     | Départ            | Départ          | Arrivée           | Arrivée         | Jours     | Succès   |
| ----- | ---------------------------------------------- | ----------------- | --------------- | ----------------- | --------------- | --------- | -------- |
| 1     | Oblt. Hans-Diedrich Freiherr von Tiesenhausen  | 2 juillet 1941    | Kiel            | 19 août 1941      | Lorient         | 49 jours  |          |
| 2     | Oblt. Hans-Diedrich Freiherr von Tiesenhausen  | 24 septembre 1941 | Lorient         | 11 octobre 1941   | Île de Salamine | 18 jours  | 372      |
| 3     | Oblt. Hans-Diedrich Freiherr von Tiesenhausen  | 12 novembre 1941  | Île de Salamine | 3 décembre 1941   | Île de Salamine | 22 jours  | 31 100   |
| 4     | Kptlt. Hans-Diedrich Freiherr von Tiesenhausen | 14 janvier 1942   | Île de Salamine | 28 février 1942   | La Spezia       | 46 jours  |          |
| 5     | Kptlt. Hans-Diedrich Freiherr von Tiesenhausen | 4 avril 1942      | La Spezia       | 19 avril 1942     | Île de Salamine | 16 jours  |          |
| 6     | Kptlt. Hans-Diedrich Freiherr von Tiesenhausen | 9 mai 1942        | Île de Salamine | 21 mai 1942       | Messine         | 13 jours  |          |
| 7     | Kptlt. Hans-Diedrich Freiherr von Tiesenhausen | 25 mai 1942       | Messine         | 15 juin 1942      | La Spezia       | 22 jours  |          |
| 8     | Kptlt. Hans-Diedrich Freiherr von Tiesenhausen | 5 août 1942       | La Spezia       | 10 août 1942      | La Spezia       | 6 jours   |          |
| 9     | Kptlt. Hans-Diedrich Freiherr von Tiesenhausen | 12 août 1942      | La Spezia       | 19 septembre 1942 | La Spezia       | 39 jours  |          |
| 10    | Kptlt. Hans-Diedrich Freiherr von Tiesenhausen | 7 novembre 1942   | La Spezia       | 17 novembre 1942  | Coulé           | 11 jours  | 9 135    |
| Total | Total                                          | Total             | Total           | Total             | Total           | 242 jours | 40 607 t |

Note : Oblt. = Oberleutnant zur See - Kplt. = Kapitänleutnant

### Opérations Wolfpack
L'U-331 a opéré avec les Wolfpacks (meute de loups) durant sa carrière opérationnelle.
1. Goeben (24 septembre 1941 - 30 septembre 1941)

## Navires coulés
L'Unterseeboot 331 a coulé un navire de guerre ennemi de 31 100 tonnes et un navire de guerre auxiliaire ennemi de 9 135 tonneaux et a endommagé 1 navire de guerre ennemi de 372 tonnes au cours des dix patrouilles (242 jours en mer) qu'il effectua.
| Date             | Nom du navire | Nationalité | Tonnage | Fait      |
| ---------------- | ------------- | ----------- | ------- | --------- |
| 10 octobre 1941  | HMS TLC-18    | Royaume-Uni | 372     | Endommagé |
| 25 novembre 1941 | HMS Barham    | Royaume-Uni | 31 100  | Coulé     |
| 9 novembre 1942  | USS Leedstown | US Navy     | 9 135   | Coulé     |

### Source et bibliographie
- (en) Cet article est partiellement ou en totalité issu de l’article de Wikipédia en anglais intitulé « German submarine U-331 » (voir la liste des auteurs).
- Chris Bishop, historien militaire (trad. de l'anglais par Christian Muguet), Les sous-marins de la Kriegsmarine : 1939-1945 : le guide d'identification des sous-marins [« The spellmount submarine identification guide : Kriegsmarine U-boats 1939-1945 »], Paris, Éd. de Lodi, 2008, 192 p. (ISBN 978-2-84690-327-1, OCLC 470721805, BNF 41298980)